# 個人内評価
個人内評価（こじんないひょうか）は、生徒の成績評価のやり方の一つで、個人の成績をクラスの他の生徒、学生の出来や教師によって課された学習の到達目標など、生徒の外にあるいかなる尺度によっても図らない、純粋の本人の内でのみ成績を考えるという評価の手法。つまり、その生徒の前日、先週、先月の出来に対して、どう変わったかだけを評価するもので、その性格から「進歩の評価」ともいう。特に障害児教育などでは、学習の基準や尺度は、その個人のみに焦点を当ててみるしか手段がなく、こうした評価が採られる。また、不登校、引きこもりなどから立直って、登校してくるようになったばかりの生徒、転校などにより、教科書や授業の進度に違いのある子なども、こうした評価の視点を加味して評価することがある。
学校以外では、リハビリテーション場面や健康教育の場面でも、当事者の条件やニーズに合わせて、その人それぞれの進歩の評価を見ながら、健康支援が行われる。